# Julien Palma
Julien Palma (* 1. Januar 1993 in Bou bei Orléans) ist ein ehemaliger französischer Bahnradsportler, der auf Kurzzeitdisziplinen spezialisiert war.
Bei den UCI-Junioren-Weltmeisterschaften 2009 in Moskau wurde Julien Palma Vize-Weltmeister im 1000-Meter-Zeitfahren. Im Jahr darauf wurde er gemeinsam mit Benjamin Édelin und Kévin Guillot in Montichiari Junioren-Weltmeister im Teamsprint. Im selben Jahr errang er bei den Bahn-Europameisterschaften der Junioren in Sankt Petersburg drei Titel: im Sprint, im Zeitfahren sowie im Teamsprint, wiederum mit Édelin und Guillot.
2011 konnte sich Palma wiederum international profilieren: Bei den UCI-Bahn-Weltmeisterschaften der Junioren 2011 in Moskau wurde er Weltmeister im Keirin und jeweils Zweiter im Sprint sowie mit Édelin und Anthony Jacques im Teamsprint, bei den Bahn-Europameisterschaften der Junioren gewann er ebenfalls mit Édelin und Jacques den Titel und wurde Dritter im Keirin. 2012 wurde er Vize-Europameister (U23) im Teamsprint, mit Quentin Lafargue und Charlie Conord. Beim Bahnrad-Weltcup 2012/13 belegte das französische Trio mit Palma, Lafargue und Kévin Sireau Rang drei.
Bei den UCI-Bahn-Weltmeisterschaften 2013 in Minsk wurde Palma gemeinsam mit François Pervis und Michaël D’Almeida Dritter im Teamsprint. 2015 beendete er seine Radsportlaufbahn.

## Erfolge
2009
- Junioren-Weltmeisterschaft – 1000-Meter-Zeitfahren

2010
- Junioren-Weltmeister – Teamsprint (mit Benjamin Édelin und Kévin Guillot)
- Junioren-Europameister – Sprint, 1000-Meter-Zeitfahren, Teamsprint (mit Benjamin Édelin und Kévin Guillot)

2011
- Junioren-Weltmeister – Keirin
- Junioren-Weltmeisterschaft – Sprint, Teamsprint (mit Benjamin Édelin und Anthony Jacques)
- Junioren-Europameister – Teamsprint (mit Benjamin Édelin und Anthony Jacques)
- Junioren-Europameisterschaft – Keirin

2012
- U23-Europameisterschaft – Teamsprint (mit Charlie Conord und Quentin Lafargue)

2013
- Weltmeisterschaft – Teamsprint (mit Michaël D’Almeida und François Pervis)